# Misoprostol
Misoprostolul este un analog de prostaglandină utilizat în tratamentul și profilaxia ulcerului peptic și gastroduodenal (în asociere cu medicația antiinflamatoare nesteroidiană) sau pentru inducerea travaliului. Căile de administrare disponibile sunt: orală, vaginală și sublinguală.
Misoprostolul a fost dezvoltat în anul 1973. Se află pe lista medicamentelor esențiale ale Organizației Mondiale a Sănătății. Este disponibil ca medicament generic.

## Utilizări medicale
Misoprostolul este utilizat:
- pentru tratamentul ulcerului peptic și gastroduodenal
- pentru prevenirea ulcerului peptic și gastroduodenal, în asociere cu AINS (diclofenac), reducând efectelor iritante gastrice ale acestora[8]
- pentru inducerea travaliului[9]
- pentru tratamentul sângerărilor postpartum
- pentru inducerea avortului, singur sau în asociere cu mifepristonă sau metotrexat.[15]

## Reacții adverse
Cele mai comune reacții adverse sunt diareea și greața.